# Classe Bagley
La classe Bagley fu una classe di cacciatorpediniere della United States Navy, composta da otto unità entrate in servizio nel 1937.
I Bagley erano parte di una serie di tre classi di cacciatorpediniere costruite per la Marina statunitense tra il 1935 e il 1937, comprendente anche la classe Gridley e la classe Benham; le tre classi erano simili quanto a dimensioni e identiche in fatto di armamento, ma differivano per progetto e prestazioni dell'apparato motore. Tutti e otto i Bagley erano presenti a Pearl Harbor il giorno dell'attacco giapponese alla base il 7 dicembre 1941, e di conseguenza tutti e otto prestarono servizio nel teatro bellico dell'Oceano Pacifico nel corso della seconda guerra mondiale. Tre unità della classe andarono perdute per eventi bellici durante il conflitto: il Blue e il Jarvis furono affondati da navi e aerei giapponesi nell'agosto 1942 durante gli eventi della campagna di Guadalcanal, mentre lo Henley fu silurato da un sommergibile giapponese nell'ottobre 1943 al largo della Nuova Guinea. Le unità della classe parteciparono a varie azioni belliche nel corso degli scontri del Pacifico.
I superstiti della classe furono radiati dal servizio subito dopo la guerra, nel corso del 1946; due di essi furono impiegati come bersagli per i test nucleari dell'operazione Crossroads, gli altri furono avviati alla demolizione.

## Caratteristiche

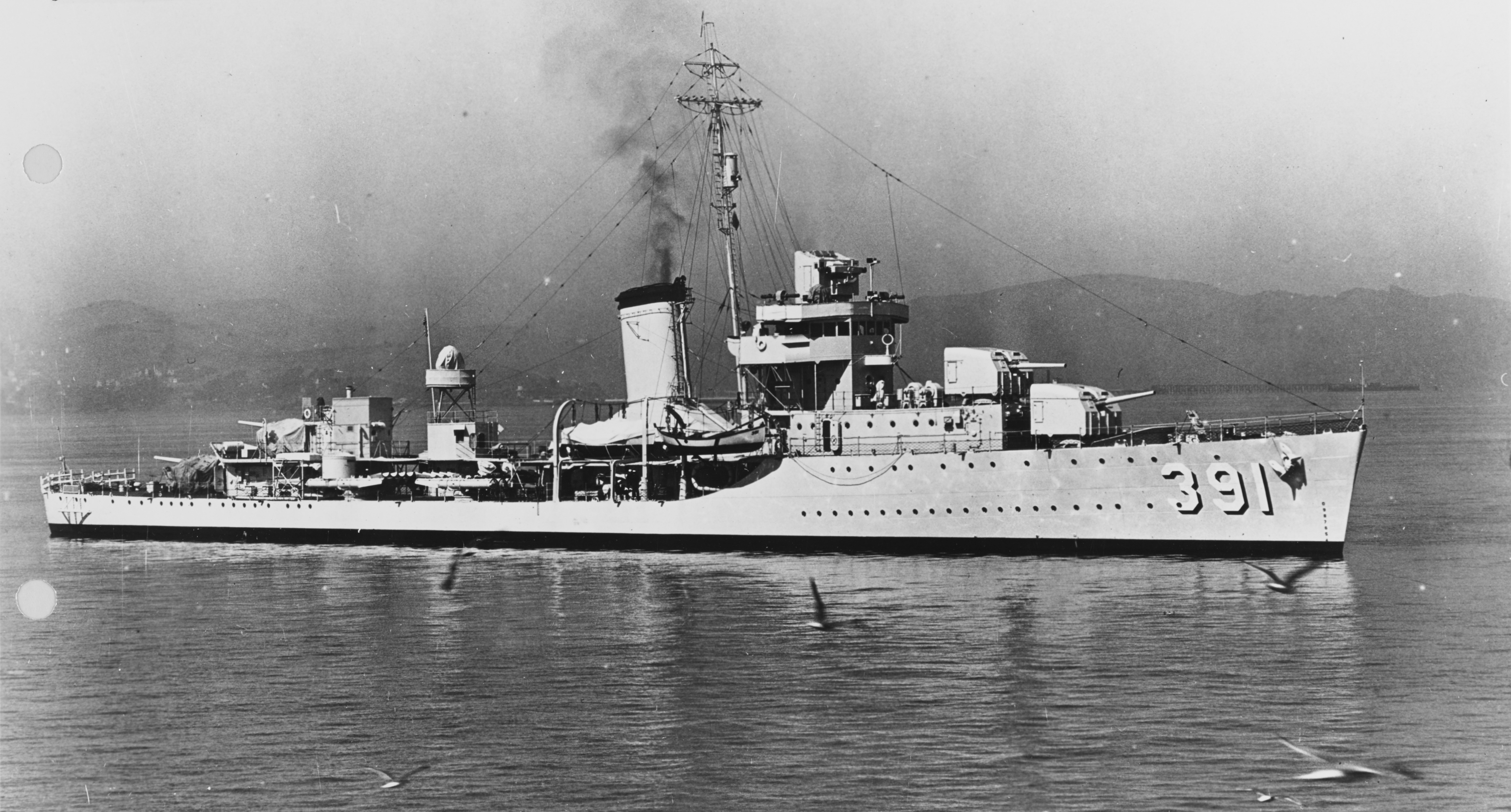
Lo Henley fotografato nel 1937, poco dopo l'entrata in servizio

I Bagley furono parte di una serie di tre distinte classi di cacciatorpediniere dalle caratteristiche simili, entrate in servizio nella US Navy tra il 1935 e il 1937; oltre agli otto Bagley, la serie comprendeva i quattro classe Gridley e i dieci classe Benham. Tutte e tre le classi condividevano lo stesso armamento principale, basato su quattro cannoni 5in/38 da 127 mm e sedici tubi lanciasiluri da 533 mm (il maggior numero di impianti lanciasiluri mai portato da cacciatorpediniere statunitensi), ma differivano invece per quanto riguardava la sistemazione e la composizione dell'apparato propulsivo; i Bagley in particolare adottavano un progetto elaborato dagli organi tecnici della stessa Marina (a differenza dei Gridley e dei Benham, le cui macchine erano state progettate da ditte private), progetto che replicava fondamentalmente quello del sistema propulsivo dei precedenti cacciatorpediniere classe Mahan.
I Bagley avevano uno scafo lungo 104,14 metri e largo 10,82 metri, per un pescaggio di 2,91 metri; il dislocamento standard ammontava a 1.624 tonnellate, che salivano a 2.245 tonnellate con la nave a pieno carico. Le sovrastrutture comprendevano, procedendo da prua verso poppa, la torre di comando, un albero, un singolo fumaiolo e due tughe; il ponte principale presentava un cassero di prua esteso fino all'altezza della torre di comando. L'equipaggio standard ammontava a 13 ufficiali e 193 sottufficiali e marinai.
Come detto, le macchine dei Bagley riprendevano quelle dei precedenti Mahan. L'apparato propulsivo si basava su due turbine a vapore costruite dalla General Electric, azionanti altrettanti alberi motore e alimentate da quattro caldaie a tubi d'acqua della Babcock & Wilcox; la potenza complessiva dell'impianto raggiungeva i 47 191 shp (35 190 kW). Ogni turbina principale era suddivisa in una turbina ad alta pressione (HP) e una a bassa pressione (LP), che alimentavano un riduttore comune per azionare l'albero; il vapore veniva fornito dalle caldaie alla turbina HP, che lo scaricava alla turbina LP la quale poi lo scaricava a un condensatore. Le caldaie fornivano un vapore surriscaldato a 700° e a una pressione che raggiungeva i 400 psi (2.800 kPa); erano adottati vari accorgimenti per aumentare il risparmio di carburante e quindi l'autonomia delle unità, come l'installazione nelle caldaie di economizzatori, l'adozione di ingranaggi a doppia riduzione e di turbine da crociera. Le turbine da crociera erano mosse dalle turbine HP e potevano essere attivate o disattivate secondo la necessità; a bassa velocità erano azionate in serie con le turbine HP per migliorare l'efficienza dell'assetto complessivo della turbina, migliorando così il risparmio di carburante. La velocità massima alle prove toccava i 36,8 nodi, di poco più bassa di quella dei precedenti Grindley (38,7 nodi); in compenso l'autonomia era più elevata rispetto ai Grindley, aggirandosi sulle 6.940 miglia alla velocità di crociera di 12 nodi (1.400 miglia in più dei Grindley).

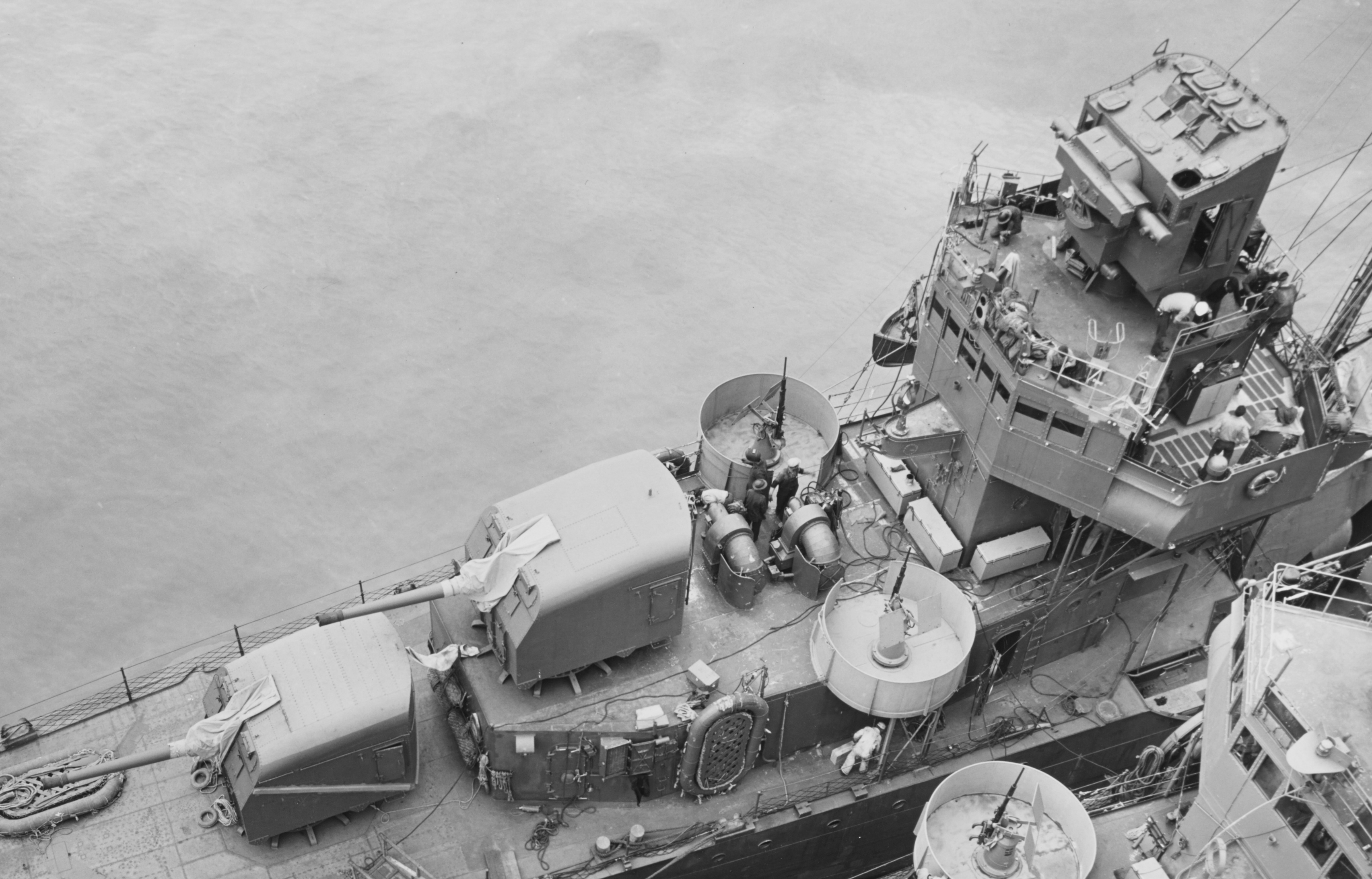
Veduta ravvicinata della sezione di prua del Blue, ormeggiato a fianco del gemello Ralph Talbot nel 1942; si riconoscono, davanti alla torre di comando, le piazzole per due mitragliere da 20 mm e le due torrette dei cannoni da 127 mm

I Bagley replicavano lo stesso armamento dei contemporanei Gridley e Benham: quattro cannoni da 127 mm (due a prua in torrette singole sovrapposte, due a poppa in impianti singoli scudati sovrapposti) e quattro impianti quadrupli di tubi lanciasiluri da 533 mm; la classe fu inizialmente armata con i siluri Mark 11 e Mark 12, sostituiti poi all'inizio del 1938 con il più moderno Mark 15. Rispetto ai Mahan, i Bagley sacrificavano un cannone da 127 mm per imbarcare un impianto lanciasiluri quadruplo in più, mettendo in campo l'armamento silurante più pesante mai portato da un cacciatorpediniere statunitense: una scelta volta a compensare la decisione della US Navy, unica tra le principali marine militari dell'epoca, di rimuovere tutto l'armamento silurante dai propri incrociatori costruiti negli anni 1920-1930, al fine di imbarcarvi un armamento antiaereo più pesante.
Come nella maggior parte dei cacciatorpediniere statunitensi dell'epoca, i pezzi da 127 mm erano caricabili con qualsiasi angolo di elevazione ed erano diretti da una direzione di tiro centralizzata, rendendoli efficienti tanto nel tiro contro bersagli di superficie che in quello contro bersagli aerei; la funzione antiaerea dei pezzi fu poi aumentata nel 1942 con l'adozione di proiettili con spolette di prossimità radio-controllate. Caratteristica comune dei cacciatorpediniere statunitensi degli anni 1930, il resto dell'armamento antiaereo era piuttosto leggero, basandosi solo su quattro mitragliatrici M2 Browning da 12,7 mm; questa leggerezza era dovuta al fatto che si riteneva che i pezzi da 127 mm avrebbero potuto abbattere qualunque tipo di velivolo nemico in ogni situazione, una presunzione tuttavia smentita dalle vicende dell'attacco di Pearl Harbor del dicembre 1941. Dopo l'entrata in guerra l'armamento antiaereo dei Bagley venne quindi potenziato, sostituendo le mitragliatrici con un impianto binato di cannoni Bofors 40 mm e sei mitragliere singole da 20 mm Oerlikon; sebbene durante il conflitto molti cacciatorpediniere statunitensi rinunciarono a parte se non a tutto l'armamento silurante per imbarcare un maggior numero di armi antiaeree, questa soluzione non fu mai adottata per alcuna unità della classe Bagley.
Come le unità contemporanee, i Bagley imbarcavano un leggero armamento antisommergibili basato su due rastrelliere per bombe di profondità fisse a poppa; stando ad alcune risultanze fotografiche, su almeno una unità della classe furono poi aggiunti, nel corso della guerra, altri quattro lanciatori laterali per bombe di profondità.

## Unità
| Nome         | Costruttore           | Impostazione      | Varo             | Entrata in servizio | Destino finale | Intitolazione                   |
| ------------ | --------------------- | ----------------- | ---------------- | ------------------- | --- | ------------------------------- |
| Bagley       | Norfolk Navy Yard     | 31 luglio 1935    | 3 settembre 1936 | 12 giugno 1937      | Radiato dal servizio il 14 giugno 1946 e venduto per la demolizione l'8 settembre 1947                                      | Worth Bagley (1874–1898)        |
| Blue         | Norfolk Navy Yard     | 25 settembre 1935 | 27 maggio 1937   | 14 agosto 1937      | Affondato dal cacciatorpediniere giapponese Kawakaze il 22 agosto 1942 al largo di Guadalcanal                              | Victor Blue (1865–1928)         |
| Helm         | Norfolk Navy Yard     | 25 settembre 1935 | 27 maggio 1937   | 16 ottobre 1937     | Radiato dal servizio il 26 giugno 1946 e venduto per la demolizione il 2 ottobre 1947                                       | James Meredith Helm (1855–1927) |
| Mugford      | Boston Navy Yard      | 28 ottobre 1935   | 31 ottobre 1936  | 16 agosto 1937      | Radiato dal servizio il 29 agosto 1946 e impiegato come bersaglio per test nucleari, affondato a Kwajalein il 22 marzo 1948 | James Mugford (1749–1776)       |
| Ralph Talbot | Boston Navy Yard      | 28 ottobre 1935   | 31 ottobre 1936  | 14 ottobre 1937     | Radiato dal servizio il 29 agosto 1946 e impiegato come bersaglio per test nucleari, affondato a Kwajalein l'8 marzo 1948   | Ralph Talbot (1897–1918)        |
| Henley       | Mare Island Navy Yard | 28 ottobre 1935   | 12 gennaio 1937  | 14 agosto 1937      | Affondato dal sommergibile giapponese Ro-108 al largo della Nuova Guinea il 3 ottobre 1943                                  | Robert Henley (1783–1828)       |
| Patterson    | Puget Sound Navy Yard | 23 luglio 1935    | 6 maggio 1937    | 22 settembre 1937   | Radiato dal servizio l'8 novembre 1945 e venduto per la demolizione il 18 agosto 1947                                       | Daniel Patterson (1786–1839)    |
| Jarvis       | Puget Sound Navy Yard | 21 agosto 1935    | 6 maggio 1937    | 27 ottobre 1937     | Affondato da aerei giapponesi al largo di Guadalcanal il 9 agosto 1942                                                      | James C. Jarvis (1787–1800)     |